# IMI Negev
IMI Negev là loại súng máy hạng nhẹ dùng đạn 5.56mm NATO do công ty công nghiệp vũ khí Israel Military Industries (gọi tắt là IMI) của Israel sản xuất. Nhằm bổ sung và thay thế cho súng trường tấn công IMI Galil, nó có hộp đạn di động nhằm đảm bảo đạn dược để duy trì hỏa lực. Nó được nghiên cứu năm 1985 và chính thức trang bị cho Các lực lượng Phòng vệ Israel (IDF) năm 1995. Nó được đặt tên theo tên của khu vực hoang mạc Negev ở Israel.

## Chi tiết thiết kế
Negev hoạt động trên cơ chế trích khí ngang, hoạt động tự động, dễ dàng cầm trên tay, đạn được để trong hộp chứa bằng kim loại và được đẩy vào súng theo chu kỳ ngắn. Súng có cơ chế khóa nòng bằng then xoay. Đạn vào bên tay phải và vỏ đạn thoát ra bên tay trái.

### Điều chỉnh chế độ bắn
IMI Negev có 3 chế độ bắn tùy theo điều kiện chiến đấu:
1/ Hoạt động trong điều kiện bình thường khi có hộp đạn 35 viên, tốc độ bắn là 850-1150 viên/phút.
2/ Sử dụng trong điều kiện bình thường băng đạn dài 150 viên, tốc độ bắn là 850-1150 viên/phút.
3/ Sử dụng trong điều kiện bụi bặm, mưa gió hay môi trường xấu, tốc độ bắn là 950-1150 viên/phút.
Ngoài ra, Negev có thể sử dụng để phóng lựu đạn từ súng trường.

### Búa đập lửa
Negev có 1 khóa đập lửa hay còn gọi là hỏa mai. Vật này dùng để điều chỉnh tốc độ bắn. Ở thân súng có 1 công tắc dùng để điều chỉnh vật này, trên công tắc có ký hiệu A là bắn tự động còn R là bắn bán tự động (tức có thể bắn theo chế độ loạt ngắn hoặc loạt dài). Hỏa mai nòng này còn có tác dụng đảm bảo an toàn. Trên thân súng có 1 công tắc ký hiệu S, đây là khóa an toàn nhằm làm cho búa đập lửa ngăn súng bắn, tránh trường hợp bị cướp cò hoặc bắn vô tình.

### Đạn
Negev dùng đạn 5,56×45mm NATO, là loại đạn chính trong khối NATO dành cho súng trường như M16 hay M4A1.

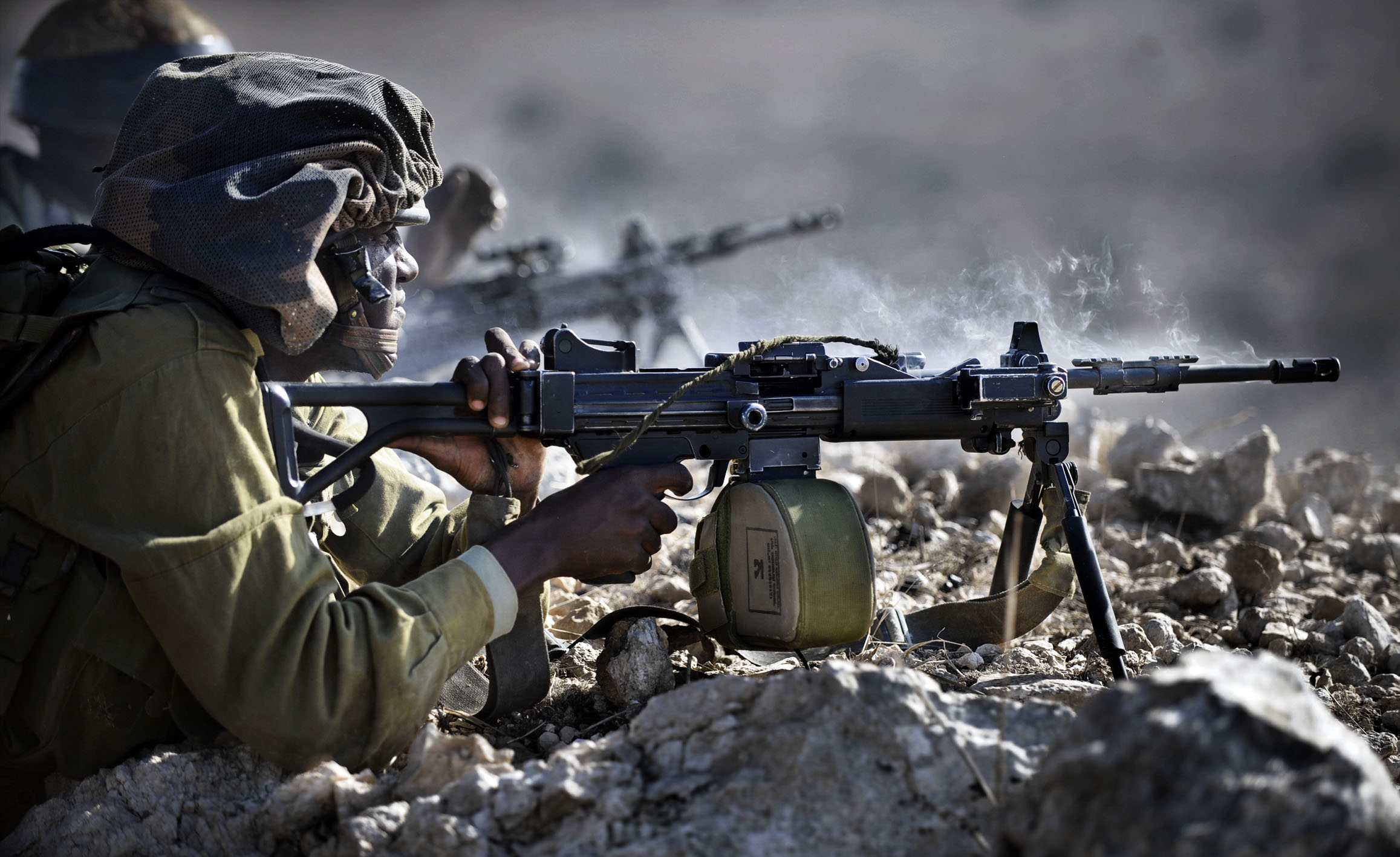
Binh lính Israel sử dụng IMI Negev trong 1 cuộc huấn luyện

### Hộp đạn
Negev dùng hai loại hộp đạn, thứ nhất là loại hộp lớn chứa băng đạn 150 viên, thứ hai là loại hộp đạn cong hoặc tròn 35 viên. Hộp đạn lớn dùng khi cần duy trì hỏa lực cho súng do cần nhiều đạn. Còn loại hộp tròn thì thích hợp cho binh lính mang vác trong các cuộc giao tranh hay ngay trên chiến trường như súng trường tấn công.

### Tầm ngắm
Súng dùng thước ngắm trên điểm ruồi, cũng có lắp đặt ống nhắm có khả năng điều chỉnh hoặc laser ngay phần dưới tay cầm.
Negev còn có 1 thanh kim loại nhỏ bên phải có thể đóng gập dễ dàng, giúp cho việc mang vác dễ dàng. Súng còn có 1 chân đế có hai chân khá cứng chắc cũng có thể gập lại và lắp lại dễ dàng vào trong khe nhỏ được thiết kế ở ốp tay cầm phía trước.

## Giới thiệu

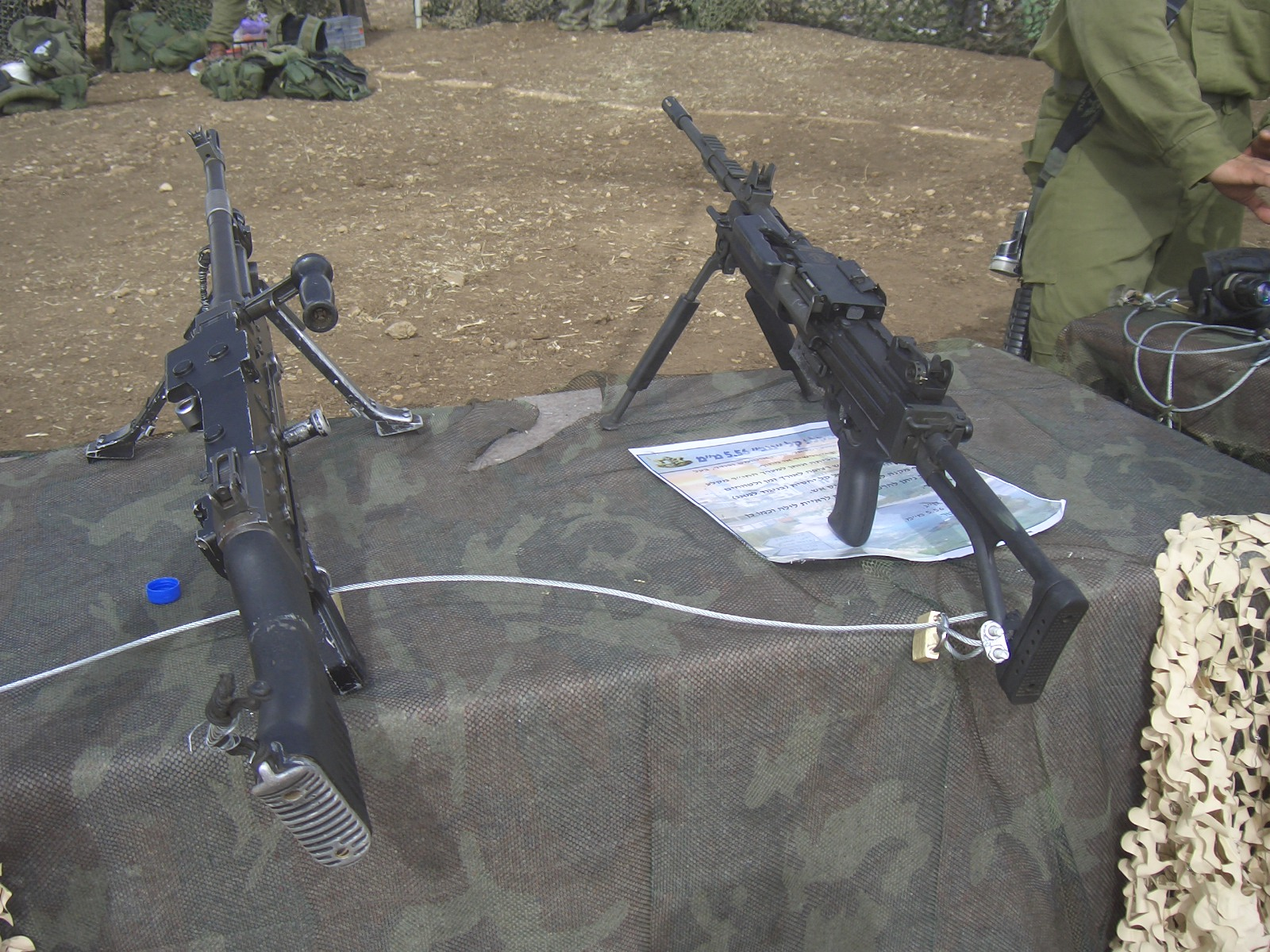
2 mẫu IMI Negev

Súng máy hạng nhẹ IMI Negev được giới thiệu tại triển lãm vũ khí MSPO-2011 tại thành phố Targi Kielce của Ba Lan. Negev đã nổi trội trong triển lãm vì tầm hoạt động 1.000 mét, sơ tốc lên tới 915 m/s, hỏa lực 1150 viên/phút. Nó đã thu hút nhiều lực lượng cũng như tổ chức quân sự tham gia triển lãm.

## Biến thể
Commando Negev: Phiên bản biến thể đầu tiên của IMI Negev, nhỏ nhẹ hơn, còn được gọi là Negev Assault.
SF Negev: Phiên bản Commando Negev đổi tên sau khi công ty công nghiệp quốc phòng Israel (IMI) đổi tên thành công ty công nghiệp vũ khí Israel (IWI), tuy đổi tên nhưng SF Negev cũng có nhiều thay đổi về đặc điểm như độ dài, khối lượng, hộp đựng đạn v.v.... Ngoài ra, phiên bản SF Negev còn có thể trang bị trên xe AFV và trực thăng.

## Các quốc gia sử dụng

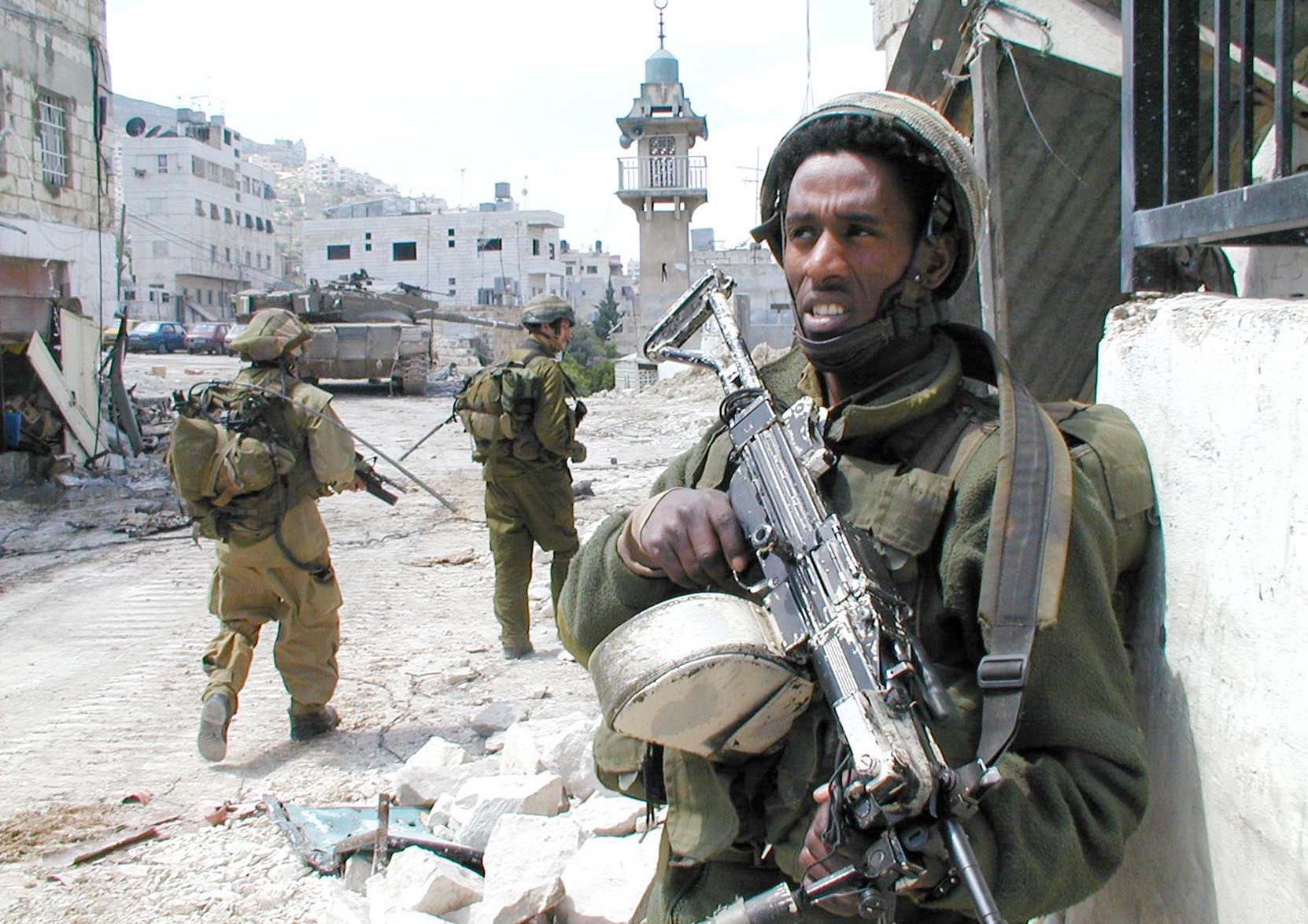
Lính Israel với khẩu Negev

Colombia
 Costa Rica
 Gruzia 
 Estonia  Sử dụng từ năm 2010
 Ấn Độ
 Israel Sử dụng trong IDF 
 Paraguay
 Thái Lan
 Việt Nam Trang bị cho Hải quân đánh bộ Việt Nam.